# Selkirkiella ventrosa
Selkirkiella ventrosa is een spinnensoort in de taxonomische indeling van de kogelspinnen (Theridiidae).
Het dier behoort tot het geslacht Selkirkiella. De wetenschappelijke naam van de soort werd voor het eerst geldig gepubliceerd in 1849 door Hercule Nicolet.